# Fasi lunari

Animazione delle fasi lunari come viste dall'emisfero boreale

Le fasi lunari descrivono il diverso aspetto che la Luna mostra verso la Terra durante il suo moto, causate a loro volta dal suo diverso orientamento rispetto al Sole.
Le fasi lunari si ripetono in un intervallo di tempo detto «mese sinodico», pari a circa 29 giorni. Il mese del nostro calendario gregoriano è derivato da esso. Le fasi lunari sono dovute al moto di rivoluzione della Luna e al suo conseguente ciclico cambiamento di posizione rispetto alla Terra e al Sole.

## Le lune

Orbita della Luna vista dal polo Nord celeste

Fasi lunari viste dall'emisfero boreale

Le fasi lunari: 1) nuova, 2) crescente, 3) primo quarto, 4) gibbosa crescente, 5) piena, 6) gibbosa calante, 7) ultimo quarto, 8) calante.
Sono rappresentate dalla parte del satellite terrestre illuminata dal Sole.
Vi sono quattro posizioni fondamentali, rappresentate nella figura a lato e nell'elenco sottostante dai numeri dispari, e quattro fasi intermedie:
1. Luna nuova (o congiunzione o fase di novilunio)
2. Luna crescente
3. Luna piena (o opposizione o fase di plenilunio)
4. Luna calante

Il termine «quarto» si riferisce alla posizione della Luna nell'orbita attorno alla Terra, da tali due posizioni dalla Terra è visibile mezzo emisfero.
Per un osservatore posto nell'emisfero boreale, quando la Luna è crescente, la parte illuminata del disco lunare è a destra, mentre quando è calante la parte illuminata è a sinistra. Mentre nell'emisfero australe avviene il contrario: quando è crescente è illuminata la parte sinistra, quando è calante è illuminata la parte destra. La transizione da un emisfero all'altro provoca quindi il fenomeno della «Luna a barchetta» (si veda nei proverbi più sotto).
È importante preporre che le fasi lunari, in ambito astronomico, sono calcolate e sempre riferite in termini di geocentricità cioè per un ipotetico osservatore collocato al centro della Terra.
Per il calcolo delle fasi lunari si possono impiegare delle specifiche formule chiuse, come quelle proposte in tempi recenti dal matematico Jean Meeus e perfettamente idonee ad essere informatizzate, oppure in modo più semplice e, volendo, rigoroso, tramite un comune calcolo iterativo che interpola da una funzione di secondo grado gli istanti (o tempi) nei quali la differenza, in valore assoluto, fra la longitudine apparente del Sole e quella della Luna raggiunge i seguenti angoli:
- 0° a Luna nuova
- 270° al primo quarto
- 180° a Luna piena
- 90° all'ultimo quarto

Nonostante l'impiego di formule notevolmente più semplici e brevi, il metodo iterativo ha lo svantaggio di richiedere necessariamente la conoscenza della longitudine apparente del Sole e della Luna, mentre invece non è necessaria applicando un metodo a formula chiusa. Nella pratica, onde evitare di rendere impossibile il calcolo in taluni computer, si preferisce imporre una tolleranza «cautelare», nei valori sopra riportati, di circa 1 milionesimo di grado in più o in meno rispetto ai valori angolari indicati.

### Sorgere e tramontare della Luna
- Con la Luna nuova, la Luna è interposta fra la Terra e il Sole: sorge al mattino e tramonta alla sera. Se si allinea in prossimità del nodo con la Terra e il Sole si ha un'eclissi solare.
- Nelle quadrature o quarti (primo quarto e ultimo quarto), le semirette congiungenti la Terra con la Luna e il Sole formano un angolo di 90°: al primo quarto la Luna sorge a mezzogiorno e tramonta a mezzanotte, all'ultimo quarto sorge a mezzanotte e tramonta a mezzogiorno.
- Con la Luna piena la posizione della Terra è compresa tra Sole e Luna: la Luna sorge alla sera e tramonta al mattino. Se invece si allinea dietro l'ombra della Terra si ha un'eclissi lunare.
- Congiunzione ed opposizione vengono denominate sizigie.

La Luna compie una rivoluzione attorno alla Terra in 27 giorni, 7 ore, 43 minuti e 11 secondi (mese siderale). Il mese lunare (ovvero il periodo compreso fra due Lune nuove) ha invece una durata media di 29 giorni, 12 ore, 44 minuti e 3 secondi. La differenza è dovuta al fatto che nel frattempo sia la Terra che la Luna sono avanzate lungo l'orbita terrestre ed il loro allineamento col Sole è cambiato. Tale differenza non è costante principalmente perché nel corso dell'anno la velocità della Terra lungo la sua orbita varia in dipendenza della distanza Terra-Sole.
Ci si potrebbe aspettare che una volta al mese, quando la Luna passa tra la Terra e il Sole nel corso di una luna nuova, la sua ombra cada sulla Terra causando una eclissi solare, ma questo non accade ogni mese. E neppure è vero che durante ogni Luna piena, l'ombra della Terra cade sulla Luna, causando una eclissi lunare. Eclissi solari e lunari non sono osservate ogni mese, perché il piano dell'orbita della Luna attorno alla Terra è inclinato di circa 5° 9′ rispetto al piano dell'orbita della Terra attorno al Sole (il piano dell'eclittica). Così, quando si verificano lune nuove e piene, la Luna di solito si trova a nord o a sud della retta che passa per la Terra e il Sole.

## Nella cultura e tradizione popolare

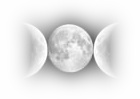
La triplice luna o triluna della Wicca

### Simbologia
Sin dai tempi antichi le fasi della Luna, che venivano enumerate in tre (anziché quattro), potevano rappresentare tre aspetti diversi della stessa Dea: quello di una giovane o della primavera, dopo la luna nuova (luna crescente); quello di una donna matura (madre) o dell'estate, corrispondente alla luna piena; e di una vecchia megera o befana, corrispondente all'autunno-inverno ed alla luna calante.
Nell'antica Grecia ad esempio, questi aspetti erano simboleggiati rispettivamente da Artemide, Selene, ed Ecate.
Lo storico delle religioni rumeno Mircea Eliade (1907-1986) ha parlato di «metafisica della luna», in relazione ai significati di polarità, dualismo, e ciclicità di queste fasi, ripresi pure in ambito cristologico nella mariologia, in cui alle suddette principali fasi lunari corrispondono le tre Marie.

### Proverbi e modi di dire
- Gobba a ponente luna crescente, gobba a levante luna calante. Per «Gobba a Ponente Luna crescente», si intende, nel detto popolare, la curva illuminata sulla destra, e quindi se la parte oscurata della Luna è situata a sinistra, allora è una Luna crescente.

«Gobba a Levante Luna calante» significa invece che se la parte oscura sta a destra e la curva è illuminata a sinistra, allora è decrescente, quindi calante; e poiché al tramonto appare leggermente rivolta verso l'alto, è stata assimilata da Giuseppe Sermonti alla gobba di una vecchia, prossima al declino.
- Per ricordare: Quando fa una d sta morendo, ovvero calando. Quando fa una b sta nascendo, ovvero crescendo. [Valido solo nell'emisfero boreale]
- Per ricordare: Quando fa una d sta nascendo, ovvero crescendo. Quando fa una b sta morendo, ovvero calando. [Valido solo nell'emisfero australe]
- La luna è mentitrice: quando dice che cresce [disegna una C] è decrescente, quando dice che decresce [disegna una D] è crescente. [Valido solo nell'emisfero boreale; nell'emisfero australe invece la Luna non è mentitrice]
- Non c'è sabato santo al mondo che il cerchio della Luna non sia tondo. Il sabato santo è il giorno che precede la Pasqua cristiana; dato che la Pasqua viene fissata subito dopo un plenilunio, la luna appare come un cerchio tondo.
- Luna seduta, coricata o a barchetta; Luna in piedi. Si tratta dell'esito di un noto e molto suggestivo fenomeno ottico dovuto all'inclinazione che l'asse della fase fa rispetto a uno specifico luogo di osservazione. Nelle località ad elevata latitudine l'angolo che l'asse della fase compie con l'orizzonte è quasi ortogonale (Luna in piedi), mentre a mano a mano che ci si sposta verso l'equatore il detto asse si mantiene quasi parallelo all'orizzonte[9] (Luna coricata).